# Albert Levame
Albert Levame (ur. 19 stycznia 1881 w Monako, zm. 5 grudnia 1958) – monakijski duchowny rzymskokatolicki, arcybiskup, dyplomata papieski.

## Biografia
21 maja 1905 otrzymał święcenia prezbiteriatu.
21 grudnia 1933 papież Pius XI mianował go nuncjuszem apostolskim w Gwatemali, Hondurasie i Salwadorze oraz arcybiskupem tytularnym chersońskim. 4 lutego 1934 przyjął sakrę biskupią z rąk sekretarza stanu kard. Eugenio Pacelliego. Współkonsekratorami byli sekretarz Świętej Kongregacji Nadzwyczajnych Spraw Kościelnych abp Giuseppe Pizzardo oraz rektor Papieskiej Akademii Kościelnej abp Giovanni Maria Zonghi.
Na tej misji pozostał do 12 listopada 1939 (z wyjątkiem Hondurasu, w którym przestał być akredytowany 3 października 1938), gdy został przeniesiony przez papieża Piusa XII na stanowisko nuncjusza apostolskiego w Urugwaju i Paragwaju. Dyplomatą w Paragwaju był do 17 grudnia 1941, a w Urugwaju do 1948.
3 października 1949 został mianowany internuncjuszem apostolskim w Egipcie. 16 czerwca 1954 został przeniesiony na urząd nuncjusza apostolskiego w Irlandii, na którym pozostał do śmierci 5 grudnia 1958.